# PGC 38343
LEDA/PGC 38343 (auch NGC 4108A) ist eine Balken-Spiralgalaxie vom Hubble-Typ SBbc im Sternbild Drache am Nordsternhimmel. Sie ist schätzungsweise 106 Millionen Lichtjahre von der Milchstraße entfernt und hat einen Durchmesser von etwa 45.000 Lichtjahren.

Im selben Himmelsareal befinden sich die Galaxien NGC 4108 und PGC 38461.